# Венді Денґ
Венді Денґ (англ. Wendi Deng; 5 грудня 1968) — американська підприємиця та кінорежисерка китайського походження.

## Біографія
Венді Денґ народилася у 1968 році в китайському місті Сюйчжоу у добре забезпеченій сім'ї (її батько був директором заводу). У школі старанно вчилася. Відмінно грала у волейбол. Після школи вступила до медичного коледжу.
У 1987 році 21-річною познайомилася з 53-літнім Джейком Черрі (англ. Jake Cherry). Черрі і його дружина сприяли отриманню студентської візи для Денґ. Вона змогла вирушити на навчання в США і вступила до Єльського університету. Здобула ступінь MBA у 1996 році.

В 1997 році на прийнятті у Гонконгу Венді Денґ познайомилася з медіамагнатом Рупертом Мердоком, а через два роки одружилася з ним. Вони уклали шлюб на борту приватної яхти у Нью-Йорку. Денґ зробила непогану кар'єру в корпорації Мердока. Останнім часом вона керувала китайським крилом соціальної мережі MySpace. Веде цикл телевізійних передач на каналі STAR TV у Гонконгу, що належить Мердоку. Після 14 років спільного життя Денґ і Мердок оголосили про розлучення. У шлюбі народила доньок Грейс і Хлою. Представники корпорації не повідомляють про причини розриву пари
Під пильну увагу ЗМІ Денґ потрапила в 2011 році, коли компанія Мердока опинилася в центрі скандалу у зв'язку з нелегальним прослуховуванням телефонів у підконтрольній йому газеті «News of the World». Комік Джоні Марблс жбурнув у Мердока пластикову тарілку з піною для гоління. Денґ кинулася на коміка і вдарила його.
Денґ — вегетаріанка.